# Vandick
Vandick José de Oliveira Lima (Conceição do Coité, 7 de abril de 1965), mais conhecido apenas como Vandick, é um ex-futebolista e político brasileiro.
Como jogador, destacou-se nas melhores campanhas a nível nacional de Catuense (semifinalista das Série B de 1985 e de 1989, além de seguidas artilharias e vice-campeonatos baianos na década de 1980), Linhares (semifinalista da Copa do Brasil de 1994) e Paysandu - onde em 2012 virou presidente credenciado pelo protagonismo nos títulos da Série B de 2001 e da Copa dos Campeões de 2002, dentre outros troféus. Também integrou o elenco do Flamengo vencedor da Copa União, em 1987.
A nível local, Vandick também obteve sucesso em especial por Bahia (como campeão e artilheiro estadual em 1991), Veranópolis e Esportivo, com os quais foi figura destacada no campeonato gaúcho entre 1998 e 2001; e, em menor grau, por Náutico e Joinville, com os quais foi vice-campeão pernambucano (1988) e catarinense (1990), respectivamente.
A partir de 2004, iniciou trajetória política como vereador seguidamente eleito em Belém.

## Futebol

### No auge da Catuense

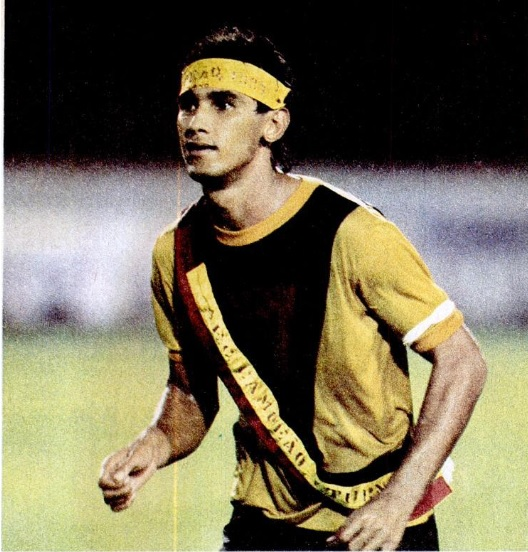
Em 1987 na Catuense.

Vandick profissionalizou-se na Catuense, que o descobriu quando o jogador possuía ainda 16 anos, ao enfrenta-lo em amistoso contra equipe da cidade natal de Conceição do Coité. Na ocasião, impressionou o treinador Filpo Núñez, que recomendou ao presidente da Catuense a contratação do jovem.
A Catuense havia chegado apenas em 1981 à divisão principal do campeonato baiano, contando então com o veterano Beijoca, ídolo da juventude de Vandick, que o descreveria em 2020 como "o jogador que eu mais me identificava. Chegava cedo aos treinos só pra assistir ele nos treinos. Foi um jogador que me espelhei e pude ter um contato ainda garoto e que não sai da minha memória".
Vandick foi principal goleador do elenco da Catuense já no ano de 1983. No campeonato baiano, ele esteve na luta pela artilharia no certame de 1984, ainda que essa premiação ficasse com Osni e Ricky, respectivamente da dupla Bahia e Vitória. Dentre seus colegas no elenco de 1984 da Catuense estava Bobô, em plantel classificado ao quadrangular decisivo do terceiro turno do campeonato baiano daquele ano – ambos chegaram a marcar juntos em empate em 2-2 contra o Vitória, e desenvolveriam amizade também fora dos gramados.
A Catuense também foi semifinalista da Série B do Brasileirão de 1985, realizada no primeiro semestre. A equipe de Vandick e de Bobô eliminou clubes como Confiança e Central de Caruaru antes de enfrentar na semifinal o Goytacaz. Embora treinados por Aymoré Moreira, os baianos ficaram apenas no 0-0 no duelo em Alagoinhas contra o clube de Campos dos Goytacazes, que adiante terminou avançando ao triangular-final – onde terminou vice-campeão para a Tuna Luso.
No segundo semestre de 1985, ocorreu o campeonato baiano. No time ainda treinado por Aymoré Moreira, Vandick era tido como figura destacada (com oito gols) mesmo entrando esporadicamente na campanha finalista de primeiro turno, contra o Vitória. No segundo turno, a Catuense travou semifinal com o Bahia e Vandick chegou a assustar o Tricolor, ao abrir 2-0, placar que eliminaria o time de capital – que mesmo derrotado acabou sendo o classificado, ao alcançar um gol a dez minutos do fim. Terminou o ano novamente como artilheiro no plantel da Catuense, mesmo ainda conciliando o time adulto com o juvenil.
Pelo campeonato baiano de 1986, Vandick marcou gols tanto no Bahia como no Vitória, em campanha que terminou no vice-campeonato para a Catuense. No estadual de 1987, ele disputou a artilharia com Guga, do Itabuna, e Ronaldo Marques, do Bahia, clube que vinha prospectando muitas das revelações da Catuense. Vandick preferia ficar para conseguir um título por ela, tendo inclusive desistido de uma contratação já acertada com a Ponte Preta.
O campeão baiano de 1987 novamente seria o Bahia, em certame com os méritos da novata Catuense e de Vandick enfatizados nacionalmente: nos primeiros duelos contra o Tricolor, Vandick fez o gol da Catuense em derrota de 2-1 em março; um empate em 2-2 em maio foi alcançado aos 30 minutos do segundo tempo a partir de rebote de arremate de Vandick; e, em julho, os dois clubes empataram em 3-3 após o adversário chegar a estar vencendo por 2-0 e por 3-1, sendo de Vandick o primeiro gol da Catuense, e de Luís Henrique, o terceiro.
Naquele campeonato, com Vandick já liderando a artilharia, seu clube terminou campeão do primeiro turno. No segundo turno, Vandick manteve-se na artilharia e a Catuense, na liderança do grupo B, embora o turno viesse a ser decidido em Ba-Vi, já em meados de agosto. destacando-se junto a Luís Henrique e Naldinho na equipe treinada por Vail Mota. Nas finalíssimas, porém, o Bahia, já com Bobô, venceu ambos os jogos por 2-1.
Vandick terminou artilheiro do torneio baiano de 1987, com 18 gols, ao passo que a própria Catuense, ainda no início de agosto, acabou servindo de base à seleção baiana que disputou o Campeonato Brasileiro de Seleções Estaduais de 1987. Vandick foi um dos convocados, no que foi a edição final dessa competição.

### Flamengo

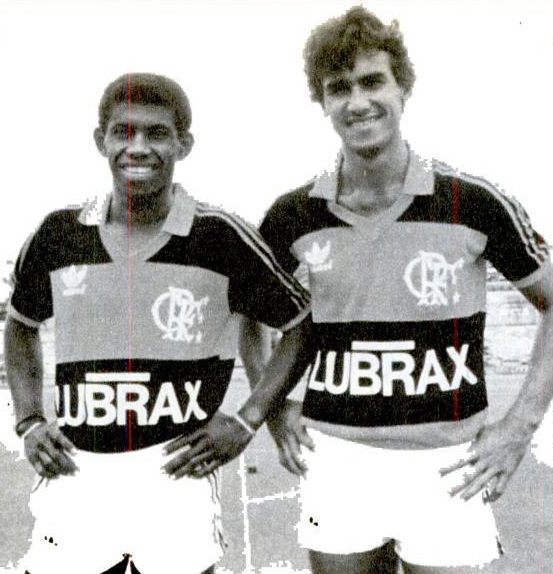
Com Luís Henrique em 1987, recém-chegados da Catuense ao Flamengo.

No começo de outubro de 1987, Vandick foi sondado pelo Bangu, recém-campeão do segundo turno do campeonato carioca daquele ano, para a disputa do chamado Módulo Amarelo do Brasileirão de 1987. Ainda na primeira semana daquele mês, porém, Vandick e o colega Luís Henrique foram emprestados pela Catuense ao Flamengo, com o segundo se credenciando precisamente pela artilharia baiana,
Na negociação do empréstimo, acertado para até julho de 1988, se pactuou também um amistoso dos rubro-negros com a Catuense para o fim de janeiro seguinte. Naquele contexto, o colega, futuro jogador da seleção brasileira, chegara ao Flamengo tendo menos badalação que Vandick, que pôde angariar amizade baiana com Bebeto. Ao chegar, Vandick declarava que "o grande sonho de todo jogador do interior é uma transferência para um grande clube do Rio ou São Paulo. O Flamengo, em especial, é a grande meta de cada um, por se tratar da melhor equipe do futebol brasileiro, sob todos os aspectos. É claro que todo jogador pensa em ser titular, seja de qual for a equipe. No momento, só quero ver a reabilitação do Flamengo. Isso acontecendo, posso garantir que, mesmo no banco, estarei feliz e satisfeito".
Contudo, o treinador flamenguista Carlinhos Violino justificava desde o início que não usaria Vandick rapidamente, buscando poupa-lo de uma “fogueira” - ainda que o baiano se destacasse em treinamentos, chegando a marcar um dos gols de vitória por 3-2 dos reservas sobre os titulares em um rachão prévio ao jogo contra o Cruzeiro. Vandick viria a estrear exatamente contra o clube mineiro, em 0-0 no qual entrou no lugar de Nunes, em substituição avaliada como tardia: avaliou-se que ela não permitiu que o reforço fosse efetivamente testado, em duelo criticado com vaias a ambas as equipes, que na ocasião apenas cumpriam tabela na rodada final do primeiro turno. Nesse contexto, o ex-futebolista Gérson chegaria a opinar que Vandick deveria ter começado entre os titulares. Nos minutos que teve em campo, Vandick chegou a quase marcar, em dois chutes rentes à trave; em um deles, após tabelar com Andrade. Foi avaliado pelo Jornal dos Sports com a segunda melhor dos flamenguistas naquela tarde no Maracanã, observado como alguém que pôde oferecer mais velocidade no ataque.
Assim, esperava-se a titularidade dele para o clássico com o Botafogo, inclusive pela atuação criticada de Nunes frente o Cruzeiro. Contudo, Vandick acabou jogando somente uma partida pelo Brasileirão de 1987, embora nos treinamentos seguisse marcando gols pelo elenco reserva, ainda havendo no início de novembro impressão de que poderia jogar - para compromisso com o Palmeiras, após sequência ruim do ataque flamenguista em jogos anteriores, em altura na qual o clube se situava na quinta colocação do Grupo A da Copa União.
Embora ao fim o Flamengo terminasse campeão da Copa União, tendo Vandick simulado o posicionamento tático do colorado Amarildo nos treinos prévios à final, o jornalista Washington "Apolinho" Rodrigues viria a criticar a falta de oportunidades a Vandick na campanha. Sem reconhecer a conquista da Copa União suficiente para definir o Brasileirão de 1987, a CBF programou jogos contra os finalistas do chamado Módulo Amarelo. O Flamengo optou por se ausentar da semifinal contra o Guarani, priorizando amistoso contra a seleção da Costa do Marfim programado como festivo de entrega de faixas da Copa União. Esta foi a segunda partida de Vandick pelo Flamengo, ocorrida em 24 de janeiro de 1988, na qual substituiu Renato Gaúcho no decorrer da vitória de 3-0 sobre os marfinenses, na Gávea.
Como flamenguista, Vandick foi utilizado por um total de quatro partidas. Seus outros dois jogos pelo clube também foram amistosos, ambos em fevereiro de 1988: no dia 9, contra a Catuense (derrota de 2-1 em Alagoinhas), partida programada justamente como parte do pagamento pelos empréstimos dele e de Luís Henrique; e no dia seguinte, contra o Fluminense de Feira (vitória de 3-1). Em ambos, também entrou no decorrer dos jogos para substituir Renato Gaúcho.  Contudo, naquela mesma excursão o clube iniciou negociação com o Náutico.
Na segunda quinzena de fevereiro, o Flamengo, avaliando excesso de atacantes no plantel, algo que já era criticado desde outubro (quando a presença de 35 jogadores fez a imprensa inferir que nem mesmo todos se conheciam), confirmou a liberação de Vandick. Na época, o próprio jogador assim comentou, ao Diario de Pernambuco: "eu mesmo estava querendo me desligar do Flamengo, porque não vinha sendo aproveitado. Quando cheguei ao clube da Gávea, ele tinha quatro centroavantes, no caso Nunes, Wallace, Kita e Bebeto. Por isso, minha vinda ao Náutico foi ótima". Apesar do contexto, a transferência não foi facilitada, ensejando a intercessão até mesmo do então vice-governador de Pernambuco, Carlos Wilson.

### Náutico e novos brilhos no futebol baiano

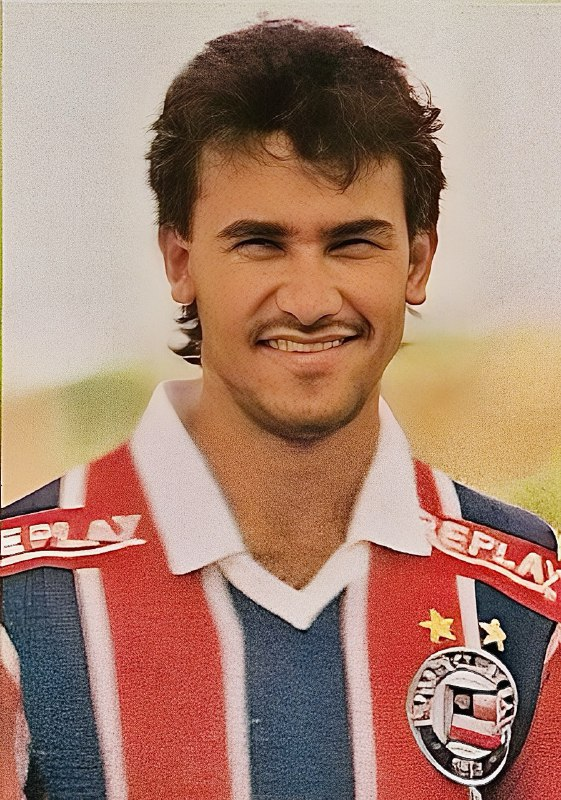
Retratado em 1992 no Bahia.

Inicialmente sem ritmo de jogo, Vandick teve atuações criticadas em seu primeiro mês no Náutico, mesmo com a equipe em momentos de liderança no campeonato pernambucano de 1988. Chegou a cogitar sair, mas recobrou a forma e recuperou aplausos, integrando o elenco que comemorou em 8 de maio o primeiro turno dentro da Ilha do Retiro no clássico com o Sport - no qual Vandick chegou a acertar o travessão. Àquela altura, ele e Mário Tilico já eram vistos como os destaques individuais do elenco treinado por Valmir Louruz.
Em julho, Vandick e Náutico desejam estender o vínculo, mediante compra do passe do atacante junto à Catuense, desejo que se mostrava inviabilizado pelo preço de 20 milhões de cruzados estipulado pelo clube baiano. Autor de dez gols, Vandick foi o vice-artilheiro do Náutico na campanha que terminou no vice-campeonato para o Sport, sendo devolvido à Catuense na primeira semana de agosto diante da recusa do clube em diminuir o preço do passe. Em agosto, tornou e realizar partidas pela seleção baiana.
Seu bom momento no Náutico rendeu interesse aberto do Vitória, ainda em maio; do Santos, chegando a ser apresentado uniformizado na Vila Belmiro (sob notícia de que teria sido adquirido por empréstimo até 31 de maio), mas com o desacerto financeiro junto à Catuense tornando a pesar para que não permanecesse; e do Internacional, que o cogitou em setembro para reserva de Dadinho.
Sem que nenhum dos negócios prosperasse, ele voltou à Catuense ainda em 1988. Em 1989, no time treinado inicialmente por Paulinho de Almeida, terminou artilheiro do campeonato baiano daquele ano; o desempenho incluiu dois gols em triunfo de 5-3 sobre o Vitória, no fim de junho. No segundo semestre, a Catuense também foi semifinalista da Série B do Brasileirão, etapa em que foi eliminada pelo São José, vice-campeão paulista daquele ano. Vandick marcou gol no empate em 1-1 em Alagoinhas, no jogo de volta, resultado que rendeu o acesso à Série A de 1990 ao adversário - que já havia vencido por 1-0 em São José dos Campos.
Em janeiro de 1990, Vandick foi novamente sondado pelo Vitória, mas passaria o ano no Joinville, com o qual foi finalista do campeonato catarinense em julho. Teve sua contratação pelo Juventude cogitada, mas seguiu no Joinville para a Série B de 1990, chegando a marcar no último minuto gol de empate contra o Athletico Paranaense e a fazer o segundo gol em 4-0 sobre o Coritiba.
Na Série B de 1991, realizada no primeiro semestre, Vandick seguiu no Joinville e teve como exibições mais destacadas o 2-1 sobre ao Juventude, contra quem abriu o placar e forneceu assistência no segundo gol; e os duelos contra o Coritiba, marcando o primeiro na vitória de 2-0 e o do empate em 1-1 no Couto Pereira. Após a campanha, que rendeu liderança momentânea ao Joinville, Vandick transferiu-se ao Bahia. Ali, consagrou-se como o terceiro maior artilheiro dos estaduais de 1991, com 21 gols. Um deles ocorreu no Ba-Vi vencido por 3-1 em 20 de novembro.
O campeonato baiano de 1991 teve quatro turnos, com o Bahia vencendo os três primeiros, com o Fluminense de Feira vencendo o quarto turno; pelo regulamento, o Fluminense teria que pontuar nos dois primeiros jogos finais para forçar um terceiro, e também vencê-lo para ainda forçar uma quarta partida. A série de jogos começou com vitória do Fluminense por 3-2 na Fonte Nova e empate em 1-1 em Feira de Santana, resultado que permitiria o título ao Bahia caso empatasse também no terceiro jogo. Vandick, que havia feito os dois gols na derrota na primeira final, fez o último gol nos 3-0 que garantiram o título - Naldinho e Luís Henrique fizeram os outros, em 13 de dezembro.
Apesar da artilharia do estadual, Vandick não veio a fazer um bom Brasileirão de 1992 pelo Bahia, acumulando críticas desde fevereiro. Não marocu nenhum gol, embora utilizado quinze vezes. No segundo semestre do ano, o clube o emprestou ao America.

### Anos 90 pelo Sul-Sudeste

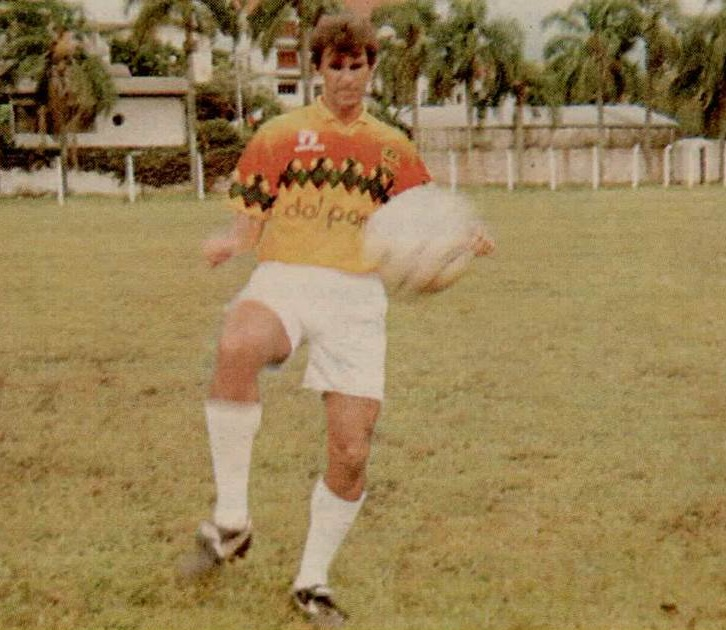
Recém-chegado ao Veranópolis em 1998, ano em que foi semifinalista no campeonato gaúcho.

Inicialmente treinado por Ernesto Paulo, o America foi um dos clubes que mais investiram na montagem do elenco para o campeonato carioca de 1992, mas não colheu bons resultados, não sofrendo ameaça de rebaixamento apenas por ele não levar em consideração o desempenho na Taça Guanabara. Edu Coimbra assumiu o clube no decorrer do certame, em que o America terminou na última colocação dentre os não-rebaixados - com Vandick contabilizando um único gol, em derrota de 2-1 para o Americano; foi liberado em dezembro.
Em 1993, Vandick defendeu novamente o Bahia e também o Treze antes de em 1994 reforçar inicialmente o Grêmio Maringá e, no mesmo ano, o Linhares. Neste clube do Estado do Espírito Santo, integrou chamativa campanha semifinalista da Copa do Brasil de 1994. Vandick fez precisamente um dos gols da classificação às semifinais. No jogo de ida delas, o Linhares conseguiu segurar 0-0 contra o Ceará no Castelão, mas a equipe nordestina venceu em Cariacica e classificou-se à decisão, no que seguiu sendo à altura de 2024 a melhor campanha nacional de um clube capixaba.
Vandick voltou à Catuense em 1995, chegando a marcar gols sobre a dupla Bahia e Vitória tanto no campeonato baiano de 1995 (em triunfo de 3-2 e em derrota de 2-1, respectivamente) como no de 1996 (em derrota de 2-1 e em triunfo de 3-2, respectivamente). Em 1997, seu clube baiano foi o São Francisco, rumando no segundo semestre ao Avaí para a disputa da Série C de 1997.
Em fevereiro de 1998, chegou ao Veranópolis. Seu passe pertencia ao ex-colega Luís Henrique e a negociação se deu a partir de uma fita enviada pelo empresário Francisco Dambroz ao presidente do VEC. Vandick, que contabilizava quase trezentos gols na carreira, logo protagonizou surpreendente vice-liderança do clube no campeonato gaúcho daquele ano. Chamado de "Relâmago Baiano", Vandick também fornecia assistências, em especial a do terceiro gol na partida que classificou o Veranópolis às semifinais. Embora segurasse o 0-0 com o Internacional no jogo de ida, o time treinado por Casemiro Mior acabaria eliminado na volta.
Após reforçar no segundo semestre de 1998 o 15 de Novembro, reapresentou-se em janeiro ao Veranópolis, sendo sua grande forma mesmo aos 33 anos destacada. Com Vandick, o clube portava-se como força estadual à frente dos tradicionais Caxias e Brasil de Pelotas, chegando a ser de Vandick a artilharia do campeonato gaúcho de 1999 no início de maio.
O time treinado por Nestor Simionato avançou às semifinais de modo dramático: vencera por 1-0 o Santa Cruz no jogo de ida, mas perdia por 3-1 o da volta até os quinze minutos finais. Chiquinho diminuiu para 3-2 e Vandick, aos 44 minutos do segundo tempo, marcou o gol da classificação em pleno Estádio dos Plátanos. Na ocasião das semifinais, ele estava na vice-artilharia, com dez gols, um a menos do que Ronaldinho Gaúcho, do Grêmio, precisamente o adversário do VEC - sendo a luta pela artilharia justamente um condimento extra para os duelos. O Grêmio venceu dentro do Estádio Antônio David Farina o jogo de ida por 2-0, mas no Olímpico Monumental Vandick marcou duas vezes em polêmico empate em 3-3, alcançado no fim do jogo graças a um pênalti contestado convertido por Ronaldinho. Pelo regulamento, forçou-se um terceiro jogo, também no Olímpico, onde o Grêmio venceu por 2-1 em 10 de junho. Vandick terminou a competição com doze gols, abaixo somente do gremista Ronaldinho (quinze) e do colorado Christian (quatorze) na artilharia.
No segundo semestre de 1999, Vandick foi sondado pelo Caxias, que, porém, não aceitou os 50 mil reais exigidos pelo Veranópolis para o empréstimo do jogador, que acabou acertando com o Esportivo - ao fim de julho, com vistas à segunda divisão do campeonato gaúcho. Com 19 gols, o veterano seria o artilheiro do "Gauchinho" de 1999. Destacou-se em diferentes clássicos serranos com o Brasil de Farroupilha: fez o segundo em vitória de 2-0 em 8 de agosto, marcou o único de sua equipe em derrota por 3-1 em 7 de outubro  e forneceu três assistências além de marcar o quarto gol em 4-1 em 7 de novembro. Outras exibições de destaque se deram em vitórias de 3-1, com dois gols de Vandick, sobre o Brasil de Pelotas, resultado que pôs o Esportivo na liderança ao fim de outubro; e, já pelo quadrangular final, o único no 1-0 sobre o 15 de Novembro, a aproximar do acesso a equipe bento-gonçalvense, e dois gols (o segundo e o quarto) na goleada de 6-0 que garantiu o título e acesso ao Gauchão 2000, sobre o Glória de Vacaria.
Vandick acertou sua permanência ao Esportivo, integrando aquele que é considerado o último grande time deste clube, a equipe de 2000. Em março, o veterano municiou colegas em triunfo de 3-1 sobre o futuro campeão Caxias em pleno estádio Centenário, onde o adversário treinado por Tite segurava invencibilidade de um ano. Vandick também marcou gols em vitórias de 2-1 de virada sobre o Pelotas (convertendo o do empate) dentro da Boca do Lobo; em dois reencontros com o Veranpólis (1-1, em 13 de fevereiro, e vitória de 3-1, em 5 de março), que sem o antigo artilheiro precisara brigar contra o rebaixamento, enquanto o Esportivo liderava seu grupo.
Quando iniciou-se o octogonal final, o Esportivo era a única equipe ainda invicta no Gauchão de 2000, séria encerrada na estreia da nova fase contra o Grêmio - Vandick marcou, em lance invalidado por impedimento, sendo de Ronaldinho Gaúcho o único gol de duelo marcado por pancadaria generalizada em Bento Gonçalves. Na confusão, embora fosse agredido pelas costas tanto por Danrlei (com um soco) como por Ânderson Lima (por uma voadora), Vandick terminou suspenso pela justiça desportiva. Pôde voltar para duelo contra o Internacional, no qual forneceu assistência para empatar em 1-1 e marcou gol de virada provisória por 2-1, embora o adversário terminasse vencendo por 4-2 em 23 de abril. Embora a derrota encerrasse as chances de título do Esportivo, o clube e Vandick ainda teriam atuação elogiada em reencontro com o Grêmio, que apenas nos acréscimos alcançou empate em 4-4 mesmo dentro do Olímpico.
Com o estadual ainda em andamento, Vandick terminou contratado pelo Juventude, ainda que só pudesse ser inscrito no primeiro semestre para a Copa do Brasil de 2000. A negociação foi propiciada pela inatividade que o Esportivo passaria pelo segundo semestre. Pelo Juventude, Vandick esteve em quatorze partidas na Copa João Havelange, sete das quais como titular, marcando dois gols.   As críticas (inclusive do próprio jogador) foram mais direcionadas ao treinador Roberval Davino, seja por não lhe dar maior espaço entre os titulares, ou aos diretores, por não proporcionarem um meia de ligação qualificado para municiar o veterano.
Seu primeiro gol pelo Juventude, aos 41 minutos do segundo tempo de um 2-1 no Coritiba, na única chance que o atacante teve na noite, assegurou a primeira vitória que o time de Caxias do Sul pôde obter no próprio Estádio Alfredo Jaconi por aquele Brasileirão. Destacou-se também com duas assistências em triunfo de 4-3 sobre o Grêmio, que vencia por 3-1 dentro do Jaconi, em reviravolta que também encerrou cinco anos sem vitórias do Juventude sobre os tricolores. Gradualmente, porém, notada sequência de gols perdidos faria Vandick tornar a perder espaço. Embora tivesse bons momentos como assistente, a imagem das falhas pesou para que não ficasse para 2001.
Vandick começou o ano de 2001 regressando ao Esportivo. Reestreou com dois gols em 6-1 sobre o São Luiz de Ijuí, tendo sua contratação sondada pelo Caxias caso o Esportivo não se classificasse à fase final. A classificação viria, a ponto de fazer Vandick até raspar os cabelos para cumprir promessa; na fase final, Vandick marcou gols em derrotas para a dupla Internacional (4-1) e Grêmio (5-3). Em grave crise financeira, o Esportivo, já sem chances de título em maio, negociou naquele mês o atacante com o Paysandu.

### Paysandu

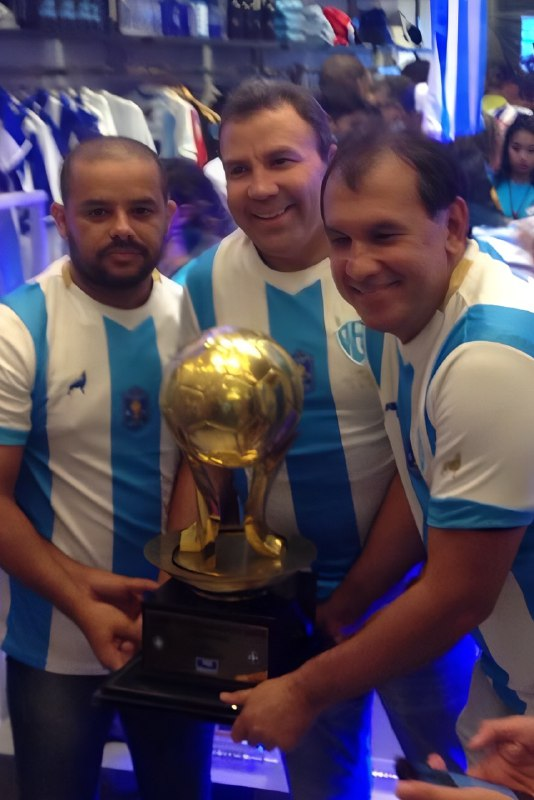
Erguendo em 2016 com Albertinho e Zé Augusto a Copa dos Campeões de 2002.

Vandick chegou ao Paysandu sob descrédito inicial. Sua primeira partida foi válida pela rodada inicial do segundo turno do campeonato paraense de 2001 e, embora marcasse um dos gols da vitória de 2-0 sobre o São Raimundo, em 13 de maio, no começo enfrentou críticas pela falta de forma. além de fornecer assistência ao outro, aquele seria seu único gol na campanha campeã estadual. Perdeu a titularidade após sete partidas sem marcar, recuperando-a em função de negociação de Zé Augusto com a Estrela Amadora. Chegou a imaginar que seria dispensado, creditando sua permanência à confiança do treinador Givanildo Oliveira.
O reconhecimento a Vandick viria inicialmente a partir da Série B de 2001, marcando já na estreia, no 1-1 em Manaus contra o São Raimundo local,  equipe contra quem o Paysandu vinha sob recente desgosto de vice-campeonato traumático na Copa Norte de 2001. Vandick voltou a marcar na 3ª e na 4ª rodada, respectivamente um 2-2 em São Luís com o Sampaio Corrêa e 2-1 na Curuzu sobre o ABC, tendo essa sequência de três gols acumulados emquatro jogos começado a gerar prestígio do atacante junto à torcida. Seu gol seguinte veio na 7ª rodada, no Re-Pa, ao marcar o segundo da vitória alviceleste por 3-1 na Curuzu, convertendo seu gol ainda antes de dez minutos de jogo.
Pelo restante das 26 rodadas da primeira fase, Vandick só marcou outras duas vezes, na 14ª (3-0 no Sampaio, na Curuzu) e na 18ª (derrota de 3-2 para o Sergipe em Aracaju). Ainda assim, permaneceu titular em praticamente todas as esclações de Givanildo Oliveira naquela fase, ausentando-se somente de um jogo (1-1 contra o Ceará na Curuzu, na 21ª) e começando no banco somente em outro (0-0 com o Fortaleza no Presidente Vargas, na 25ª). Apesar do aparente declínio do atacante, o Paysandu, além de líder do Grupo A, obteve a melhor colocação geral da primeira fase e assim teve o benefício de jogar por dois empates em mata-matas contra o quarto colocado do Grupo B. A classificação veio após dois 0-0 com o União São João, tanto em Araras como na Curuzu. Mesmo atravessando dez jogos seguidos sem marcar, Vandick foi titular nas duas partidas, que fizeram do Paysandu a única equipe do Grupo A classificada ao quadrangular final - cujos dois líderes seriam as equipes premiadas com o acesso à primeira divisão de 2002.
O "Papão" precisou enfrentar três equipes da Região Sul do Brasil: Avaí, Caxias e Figueirense, na ordem de enfrentamento. Vandick voltou a marcar precisamente na rodada inicial, em movimentada noite na Ressacada: em 4 de dezembro: o veterano logrou um hat trick pelo qual marcou os dois primeiros gols da partida: aos 17 minutos de jogo, jogou nas costas do adversário Marcos Telles e tocou na saída do goleiro Flávio e, apenas dois minutos depois, aproveitou posicionamento ruim da defesa catarinense para receber livre e marcar novamente.  O Avaí conseguiu virar para 3-2, mas o baiano conseguiu empatar em 3-3 aos 45 minutos do segundo tempo. Na sequência, o Caxias segurou o 0-0 na Curuzu no dia 7, ao passo que no dia 11, novamente em Florianópolis, o Paysandu alcançou outro 3-3 - Zé Augusto, devolvido pela Estrela Amadora, abriu o placar aos 30 minutos do primeiro tempo no Estádio Orlando Scarpelli, mas dez minutos depois o Figueirense já vencia por 3-1. O intervalo foi marcado por assertivas observações de Givanildo Oliveira e o segundo tempo, pelos dois gols que Vandick marcou para empatar, logo no primeiro minuto e no minuto 32. O turno inicial se encerrou tendo o Figueirense na liderança com 5 pontos, e o Paysandu acumulando 3, na vice-liderança.
Na data de 14 de dezembro, o Paysandu recebeu o Figueirense, que pôde segurar até os 30 minutos do segundo tempo o empate em 0-0. Pedido pela torcida após um primeiro tempo ruim tanto de Vandick como de Zé Augusto, Albertinho abriu o marcador (em toque após cruzamento de Jobson) em um momento em que os visitantes já buscavam basicamente apenas defender-se. Vandick, aos 44, fez o segundo ao concluir boa jogada de Lecheva - e o próprio Lecheva, aos 47, aproveitou cruzamento de Albertinho para completar o placar de 3-0, que isolou os paraenses na liderança do quadrangular, possibilitando acesso antecipado caso vencesse em Caxias do Sul o time da casa, combinado ao resultado do Clássico de Florianópolis no jogo paralelo da rodada. Àquela altura, a tabela organizada pela CBF, em vaivéns pelo país, fizera o Paysandu percorrer somente por aquele quadrangular a distância de 21 mil quilômetros, o equivalente a meia volta ao mundo - tendo Vandick enfatizado à imprensa do Rio Grande do Sul a ocorrência de escalas ou conexões em Marabá, Brasília, Uberlândia e São Paulo na viagem aérea entre Belém e Porto Alegre, além do trajeto rodoviário até Caxias.
O jogo contra o Caxias no estádio Centenário ocorreu em 18 de dezembro e, inicialmente, os paraenses abriram 3-0 nos primeiros trinta minutos, gerando inclusive vaias e saída antecipada de alguns torcedores da equipe grená. Contudo, os gaúchos descontaram ainda na primeira etapa e, em grande reação na segunda, conseguiram novos gols aos 6 e aos 15 minutos, empatando. Aos 19, o Paysandu chegou a acertar a trave com Sandro Goiano aproveitando rebote de um chute de Vandick. O adversário, porém, alcançou aos 46 minutos a vitória de virada por 4-3. Apesar do anticlímax, os derrotados receberam ampla mostra de apoio na aterrisagem em Belém, surpreendendo até os mais experientes, a ponto de Vandick prometer o título. O troféu da Série B veio no dia 22, com Vandick marcando aos 35 minutos do primeiro tempo e aos 17 do segundo na vitória de 4-0 na Curuzu sobre o Avaí.
Os quatro times haviam começado a rodada igualados em 6 pontos e, ao fim, Paysandu e Figueirense subiram juntos, com 9 pontos cada um - ficando o título em Belém em função do melhor saldo de gols (seis contra zero) dos paraenses. Vandick, autor de oito gols somente no quadrangular, foi o artilheiro do Paysandu na campanha nacional (com quatorze gols ao todo, logo à frente dos onze gols de Albertinho e dos nove de Zé Augusto), e vice-artilheiro do certame, abaixo de Sérgio Alves. Apesar disso, a renovação de seu contrato não foi agilizada.
Em 2002, a primeira competição foi a Copa Norte daquele ano, embora o Paysandu chegasse a ser requisitado para disputar excepcionalmente a Copa do Nordeste e demonstrasse mais interesse até em disputar torneio amistoso no Equador do que participar da Norte. Nela, Vandick a perdeu titularidade no decorrer da campanha, mas recobrou-a para as finais contra o São Raimundo, ao fim de abril. Com cinco gols, foi o vice-artilheiro do elenco campeão, abaixo somente dois oito de Lecheva; o primeiro ocorreu no Re-Pa válido pela segunda rodada, encerrado em 1-1 no Baenão, e outros três vieram na partida seguinte, o 7-1 sobre o Independente. O último, por sua vez, deu-se no 3-1 sobre o River, resultado que assegurou o Paysandu nas finais no gramado, havendo ainda indefinição nos tribunais diante de protestos do arquirrival Remo pela aquisição de Vélber pelo "Papão", sem que a insurgência remista prosperasse. O título nortista, além de inédito, também classificou o clube à Copa dos Campeões de 2002.
No campeonato paraense de 2002, transcorrido de 27 de março a 16 de junho, Vandick começou como reserva e só veio a ser utilizado por três vezes como titular, todas ainda no primeiro turno. Marcou somente um gol, no clássico com a Tuna Luso válido ainda pela 3ª rodada, chegando a não jogar entre a 6ª rodada e o segundo jogo das semifinais; também não foi utilizado nas finais, travadas contra a Tuna, vendo Jobson e Valdomiro dividirem a artilharia do elenco (com nove gols cada). Assim, quando começou em 3 de julho a Copa dos Campeões de 2002, Vandick começou também na reserva, substituindo Valdomiro no decorrer do 1-1 com o Corinthians. Na partida seguinte, já foi titular no 0-0 com o Fluminense, em 7 de julho. Na rodada final, todos os quatro times da chave possuíam chances de classificação, precisando o Paysandu vencer o Náutico por boa quantidade de gols para terminar na liderança, única hipótese que o faria seguir jogando em Belém nos mata-matas. Vandick fez em 14 de julho o segundo gol dos paraenses no triunfo de 3-1, obtido em complicada virada sobre a equipe treinada por Muricy Ramalho.
Em 21 de julho, Vandick seguiu titular na complicada vitória de 2-1 sobre o Bahia, obtida somente no minuto final. Nessa partida, Vandick contribuiu sobretudo com o passe a Jajá para o primeiro gol, aos 29 minutos do primeiro tempo. Em 28 de julho, o veterano encerrou cerca de 400 minutos que o goleiro Marcos, recém-campeão da Copa do Mundo, acumulava sem sofrer gols: foi ao empatar, em cabeceio forte para o chão, tirando as chances de defesa, aos 3 minutos do segundo tempo, o placar que Nenê abrira para o Palmeiras nas semifinais. Sua comemoração também chamou atenção, ao exibir camisa branca com mensagem de apoio a Géssica Veiga, menina de 12 anos que padecia de câncer (e que viria a falecer em 2006), da qual ele se afeiçoara a partir de uma visita beneficente do clube ao centro oncológico onde ela se tratava.
No decorrer da segunda etapa, Trindade e Albertinho marcaram os gols da virada para 3-1, aos 23 e aos 46 minutos. O resultado estendeu em mais uma partida uma invencibilidade que no Paysandu estava em 25 jogos antes do pontapé inicial. As finais ocorreram em dois jogos contra o Cruzeiro, no Mangueirão em 31 de julho e em Fortaleza em 4 de agosto. No primeiro, sem marcar, Vandick foi substituído por Albertinho, que desperdiçou pênalti na derrota de 2-1.
No segundo jogo das finais, Vandick foi o grande destaque, em partida digna de final de campeonato, marcada pela emoção no placar: primeiramente, reenergizou seu time ao empatar, logo aos 11 minutos, o placar que Fábio Júnior havia aberto aos 9. No lance do empate, a equipe de Belém trocou passes de cabeça e Vandick aproveitou rebote do goleiro Jefferson. Aos 22, aproveitando falha de Jefferson, que não segurou cabeceio relativamente fraco de Vandick, virou para 2-1 e permitiu aos paraenses voltarem a aspirar seriamente ao título. Ainda no primeiro tempo, Cris empatou; Vandick, todavia, marcou pela terceira vez na jogada construída a partir do reinício do jogo, contexto que desestabilizou de vez o time mineiro. Tanto o segundo como o terceiro gol foram de cabeça, uma das características fortes do veterano. No terceiro, Vandick desviou cruzamento pela esquerda, sem chances ao goleiro.
Aos 6 minutos do segundo tempo, Fábio Júnior empatou em 3-3. Com seis gols, ele isolou-se à frente dos cinco de Vandick como artilheiro do torneio, algo que não era prioridade ao atacante do Paysandu: "durante o torneio eu nem pensei na artilharia. Os gols foram saindo naturalmente. Meu grande objetivo era apenas ser campeão e, graças a Deus, conseguimos", declararia vinte anos depois. Quatro minutos depois do novo empate, Jobson marcou o quarto gol paraense. A partir dos 20 minutos, Givanildo Oliveira optou por cadenciar o jogo, substituindo no minuto 31 um Vandick já extenuado, mas ovacionado pela plateia do Castelão. O abalo psicológico cruzeirense se tornou ainda mais aparente na decisão por pênaltis, na qual os mineiros desperdiçaram todas as cobranças, permitindo ao Paysandu sagrar-se campeão ao converter sua terceira, com o lateral Luiz Fernando. A conquista fez do Paysandu o primeiro time da Região Norte do Brasil a classificar-se à Taça Libertadores da América, para a edição de 2003; o desempenho no jogo decisivo da Copa dos Campões credenciou Vandick a, aos 37 anos, aspirar a titularidade no Brasileirão de 2002, mesmo com a aquisição do atacante Balão diretamente do rival Remo.
Contudo, o Paysandu decaiu no Brasileirão; ainda que o clube escapasse do rebaixamento na penúltima rodada, Givanildo Oliveira deixou o cargo de treinador após o oitavo jogo, e somente no 16º é que os paraenses, já treinados por Hélio dos Anjos, deixaram a última colocação, em detrimento do Palmeiras. Vandick foi utilizado 19 vezes, marcando três: no 2-1 sobre o futuro campeão Santos, já na 19ª rodada, aos 42 minutos do segundo tempo, desatando involuntariamente uma briga generalizada dos alvinegros contra a polícia militar no Mangueirão diante da impressão incorreta de que teria marcado sob impedimento (inexistente); sobre o Figueirense, no 2-1 pela 21ª rodada, empatando de cabeça aos 28 minutos do segundo tempo na vitória de virada (lograda aos 37 por Vélber) que permitiu ao Paysandu sair da zona de rebaixamento; e na derrota de 2-1 na 22ª para o Athletico Paranaense, descontando aos 26 minutos do segundo tempo na Arena da Baixada.
Vandick terminou o ano de 2002 eleito como a "personalidade do ano" no Troféu Romulo Maiorana, premiação voltada aos destaques anuais do esporte paraense, recebendo da menina Géssica o prêmio. Porém, para 2003, o time-base de 2001-02 gradualmente foi reformulado com vistas à inédita participação na Libertadores - com as referências ofensivas se concentrando em Vélber e nos reforços Iarley e Robson. No próprio campeonato paraense de 2003, Vandick marcou um único gol, em 15 de março, no clássico com a Tuna Luso pela segunda rodada do quadrangular que apontaria os finalistas do certame. Três dias depois, fez sua primeira partida na Libertadores, já no quarto jogo do Paysandu, substituindo Robson no decorrer do 2-1 sobre o Sporting Cristal. De modo surpreendente, nos dias seguintes o clube acabou eliminado no estadual, mesmo com uma única derrota, e invicto nos duelos com o campeão Remo. Apesar disto, na sequência o clube seguiu destacando-se na Libertadores, notadamente com o 6-2 sobre o Cerro Porteño dentro do Paraguai e, principalmente, com o triunfo de 1-0 em La Bombonera sobre o Boca Juniors, mesmo sem Vandick em campo nesses resultados.
A vitória em Buenos Aires veio mesmo com as expulsões de Vanderson e Robson, de consequentes suspensões automáticas para a revanche. Assim, o treinador Darío Pereyra recorreu a Vandick para o reencontro com os argentinos, no segundo jogo dele na Libertadores, e o único como titular. Fora de ritmo, o veterano não evitou a eliminação por 4-2 e, comovido com a tristeza de um Mangueirão lotado a despeito de greve de ônibus, optou por encerrar ali a carreira. Era em paralelo o segundo jogador mais velho do Brasileirão 2003, abaixo apenas de Evair. Em 2022, relembrou a escolha ao Globo Esporte ("fiquei muito triste vendo a tristeza da nossa torcida naquele dia. Eu tinha contrato com o Paysandu até o fim do ano e não pensava em parar no fim do contrato, mas acabei antecipando o fim da carreira") e a O Liberal ("após a derrota, vi muitos torcedores voltando do Mangueirão a pé, porque na época tinha uma greve de ônibus em Belém. Naquele momento eu me senti um dos responsáveis pela tristeza do nosso torcedor. Mais tarde, naquele mesmo dia, analisei tudo isso e acabei decidindo parar").
Embora já não fosse escalado de modo recorrente, sua aposentadoria foi vista como um dos fatores que enfraqueceram demais a equipe, que entre a perda de Robson ao futebol japonês, à partida de Iarley ao próprio Boca Juniors e ao desconto de pontuação pelo STJD, sofreu com ameaça de rebaixamento até a rodada final. No mesmo ano de 2003, Vandick foi reempregado pelo Paysandu como coordenador de futebol, gesto que inclusive o demoveu da intenção inicial de voltar à cidade natal de Conceição do Coité - acabando por se desdobrar em fazê-lo radicar-se na capital paraense. Ainda ocupando o cargo, elegeu-se como o décimo vereador mais bem votado na eleição municipal de Belém em 2004, com 8.654 votos.
Em paralelo à carreira política, Vandick tornou a vincular-se ao Paysandu como presidente, elegendo-se em 2 de dezembro de 2012 pela chapa da oposição, em mandato de dois anos. Sob sua presidência, o clube obteve em 2013 seu 45º título estadual e, embora rebaixado à Série C para 2014, nela obteve imediatamente o acesso, na temporada que marcou o centenário do clube. Em 2017, regressou como superintendente de futebol, e, em dezembro de 2022, assinou contrato como executivo responsável por coordenar as contratações do futebol do clube - credenciado pelo papel similar desempenhado em 2021 no Águia de Marabá, que pôde classificar-se à Série D. Também havia exercido a função no Carajás na segunda divisão paraense de 2022.

## Política
Foi vereador de Belém pelo Partido Progressista por três mandatos, tendo sido eleito em 2004 e reeleito em 2008 e 2012. Não foi reeleito em 2016, quando concorreu pelo Partido Popular Socialista. Em 2020, retorna ao Partido Progressista para novamente concorrer ao cargo de Vereador, porém, novamente não conquista sucesso no pleito.

## Títulos

### Flamengo
- Copa União

### Bahia
- Campeonato Baiano: 1991

### Esportivo
- Campeonato Gaúcho - Segunda Divisão: 1999

### Paysandu
- Campeonato Paraense: 2001 e 2002
- Campeonato Brasileiro - Segunda Divisão: 2001
- Copa Norte: 2002
- Copa dos Campeões: 2002

### Artilharias
- Campeonato Baiano: 1987 (18 gols), 1989 (13 gols) e 1991 (21 gols)[4]

- Campeonato Gaúcho - Segunda Divisão: 1999 (19 gols)